# Cirsotrema zelebori
Cirsotrema zelebori is een slakkensoort uit de familie van de Epitoniidae. De wetenschappelijke naam van de soort is, als Scalaria zelebori, voor het eerst geldig gepubliceerd in 1866 door Dunker in Dunker & Zelebor.